# 江谷镇
江谷镇，是中华人民共和国广东省肇庆市四会市下辖的一个乡镇级行政单位。

## 行政区划
江谷镇下辖以下地区：
江谷社区、江林社区、镇郊村、竹寨村、榄岗村、田心村、黎寨村、清平村、旺塘村、马岗村、新屋村、培崀村、大洞村、冼田村和江和村。